# Бурламаки, Паула
Ана Паула Бурламаки Суарес (порт. Ana Paula Burlamaqui Soares; 2 февраля 1967, Нитерой) — бразильская актриса телевидения, кино и театра.

## Биография
Паула Бурламаки – дочь экс-вратаря Мауро Матты Соареса – стала победительницей конкурса Garota do Fantástico телекомпании Globo в 1987 году. Её премьера в новеллах произошла в 1989 году в «O Sexo dos Anjos» от телекомпании Globo. После нескольких небольших ролей на Globo Паула переходит на телекомпанию Band и исполняет роли в новеллах «Потерянные вещи любви» и «Синие горные цепи». В мае 1996 года она снимается для журнала Playboy. Она исполнила отрицательную роль Тании в новелле «Sabor da Paixão» на канале Globo.
Одной из самых важных ролей для неё стала роль Ислени в новелле «Америка». Благодаря этой роли Паула распрощалась с маленькими ролями, и с тех пор она играла основных персонажей в новеллах. Она играла Тересу в «Пророке», Стелу в «Фаворитке». В сериале «Проспект Бразилии» она исполнила роль бывшей порноактрисы по имени Сонинья Кататау.